# Alièze
Alièze település Franciaországban, Jura megyében. Lakosainak száma 149 fő (2022. január 1.). Alièze Vernantois, Courbette, Dompierre-sur-Mont, Poids-de-Fiole, Présilly, Reithouse, Saint-Maur és La Chailleuse községekkel határos.

## Népesség
A település népességének változása:
| Lakosok száma | 115  | 121  | 131  | 151  | 154  | 152  | 153  | 151  | 151  | 149  |
|               | 1968 | 1982 | 1990 | 2006 | 2013 | 2015 | 2017 | 2019 | 2020 | 2022 |